# Grammoechus tagax
Grammoechus tagax är en skalbaggsart som beskrevs av Holzschuh 2003. Grammoechus tagax ingår i släktet Grammoechus och familjen långhorningar. Inga underarter finns listade i Catalogue of Life.